# Bonne (Haute-Savoie)
Bonne település Franciaországban, Haute-Savoie megyében. Lakosainak száma 3268 fő (2022. január 1.). Bonne Arthaz-Pont-Notre-Dame, Cranves-Sales, Fillinges, Lucinges és Nangy községekkel határos.

## Népesség
A település népességének változása:
| Lakosok száma | 3135 | 3245 | 3378 | 3218 | 3184 | 3181 | 3246 | 3269 | 3268 |
|               | 2013 | 2015 | 2016 | 2017 | 2018 | 2019 | 2020 | 2021 | 2022 |